# Ítonos
Ítonos (en grec antic Ἴτωνος) o Itó (Ἴτων) era una ciutat de Tessàlia, al districte de Ftiotis que Homer menciona al "Catàleg de les naus" a la Ilíada, on diu que formava part dels territoris governats per Protesilau. L'anomena "mare de ramats".
Estava situada a 60 estadis del riu Halos, vora un alre riu de nom Cuarios o Coralios, propera a una planúria. Segons Estrabó Ítonos tenia un famós temple d'Atena, a la que es rendia culte amb el nom d'Atena Itònica, i diu que la van deixar allà els beocis quan van ser expulsats de Tessàlia i van anar a fundar Beòcia.
Segons el resum de mitologia grega que fa el Pseudo-Apol·lodor en aquesta ciutat va tenir lloc la lluita entre Hèracles i el famós bandit Cicne, fill d'Ares.